# Tyrrell 026
A Tyrrell 026 egy Formula–1-es versenyautó, amit a Tyrrell Racing versenyeztetett az 1998-as Formula–1 világbajnokság során. Pilótái Ricardo Rosset és Takagi Toranoszuke voltak. Ez volt a Tyrrell csapat utolsó versenyautója.

## Áttekintés
Ken Tyrrell már az első verseny előtt eladta csapatát a British American Racingnek, melyért Paul Stoddart is szoros versenyben volt. Stoddart így csak szponzorként (European Aviation) volt jelen, továbbá ő utaztatta a csapatot. Ebben az idényben még nem vették teljes egészében a nevükre, sőt Ken Tyrrell is maradt volna a csapatnál a tervek szerint. Ő azonban dühödten távozott, miután a szponzori pénzek miatt az általa nem sokra tartott Ricardo Rosset-t igazolták le Jos Verstappen megtartása helyett.
Az idény elején az előző évhez hasonlóan a kasztni oldalából kihajló, lapátfülre emlékeztető X-szárnyakat terveztek használni, melyeket más csapatok is másolni kezdtek, csakhogy azokat betiltották.
Tyrrell megérzései helyesnek bizonyultak Rosset kapcsán, ugyanis a brazil versenyző az idényben még a futamokra kvalifikáláshoz szükséges 107 százalékos időt sem tudta megfutni, összesen öt alkalommal. Saját csapatának dolgozói sem tartották őt sokra, Monacóban a közlekedésre használt elektromos rollerén a nevének betűit felcserélve a vulgáris értelmű "tosser" szót rakták ki. Rosset Kanadában nyolcadik lett, és ez lett a csapat legjobb teljesítménye az idényben. Kirúgása napirenden volt, Tom Kristensen ellen kellett neki és Takaginak versenyeznie egy Magny-Cours-ban rendezett privát teszten. Kristensen majdnem fél másodperccel lassabb volt náluk, igaz, régebbi motorral versenyzett.
A csapatot végül, miután nem szereztek pontot, nem rangsorolták az idény végén a bajnokságban. Ugyanakkor ők voltak a legutolsók, mert a hozzájuk hasonlóan pont nélküli Minardi jobb helyeken ért célba.
A két autó jelenleg Frits van Eerd tulajdonában van, aki versenyezteti azokat az EuroBOSS sorozatban. Paul Stoddart vásárolta meg a csapat szellemi tulajdonát, beleértve a 026-os terveit, amelyek a Minardi kétüléses versenyautójának az alapját képezték.

## Eredmények
(félkövérrel jelölve a pole pozíció; dőlt betűvel a leggyorsabb kör)
| Év   | Csapat       | Motor | Gumik | Pilóták            | 1   | 2   | 3   | 4   | 5   | 6   | 7   | 8   | 9   | 10  | 11  | 12  | 13  | 14  | 15  | 16  | Pontok | Helyezés |
| ---- | ------------ | ----- | ----- | ------------------ | --- | --- | --- | --- | --- | --- | --- | --- | --- | --- | --- | --- | --- | --- | --- | --- | ------ | -------- |
| 1998 | PIAA Tyrrell | Ford  | G     |                    | AUS | BRA | ARG | SMR | ESP | MON | CAN | FRA | GBR | AUT | GER | HUN | BEL | ITA | LUX | JPN | 0      | -        |
| 1998 | PIAA Tyrrell | Ford  | G     | Ricardo Rosset     | KI  | KI  | 14  | KI  | NK  | NK  | 8   | KI  | KI  | 12  | NK  | NK  | NI  | 12  | KI  | NK  | 0      | -        |
| 1998 | PIAA Tyrrell | Ford  | G     | Takagi Toranoszuke | KI  | KI  | 12  | KI  | 13  | 11  | KI  | KI  | 9   | KI  | 13  | 14  | KI  | 9   | 16  | KI  | 0      | -        |

## Fordítás
Ez a szócikk részben vagy egészben  a   Tyrrell 026 című francia Wikipédia-szócikk ezen változatának fordításán alapul.  Az eredeti cikk szerkesztőit annak laptörténete sorolja fel. Ez a jelzés csupán a megfogalmazás eredetét és a szerzői jogokat jelzi, nem szolgál a cikkben szereplő információk forrásmegjelöléseként.